# Trận chiến Túi Falaise
Trận chiến Túi Falaise (diễn ra từ ngày 12 tháng 8 đến 21 tháng 8 năm 1944) là trận đánh quyết định của toàn bộ Trận Normandy tại mặt trận phía Tây Chiến tranh thế giới thứ hai. Cụm Tập đoàn quân B của Đức, bao gồm Tập đoàn quân số 7 và Tập đoàn quân thiết giáp số 5 đã bị quân đội Đồng Minh tại mặt trận phía Tây bao vây quanh Falaise, Calvados. Trận đánh này còn được gọi là Trận chiến Khe Falaise, lấy tên khe hở mà quân Đức đã cố giữ để rút quân, và đôi khi còn được gọi là Túi Chambois, Túi Falaise-Chambois, Túi Argentan–Falaise hay Khe Trun–Chambois. Sau trận đánh này, phần lớn Cụm Tập đoàn quân B của Đức tại phía tây sông Seine bị tiêu diệt, tạo điều kiện cho quân Đồng Minh tiến đến Paris và biên giới nước Đức.
Bằng Chiến dịch Cobra, lính Mỹ thuộc Tập đoàn quân số 3 của tướng George Patton từ đầu cầu Normandy tiến nhanh về hướng nam và tây nam. Mặc dù không có khả năng chống lại cuộc đột phá của quân Mỹ và mũi tiến công cùng lúc ở phía nam Caen của liên quân Anh-Canada, quốc trưởng Đức Adolf Hitler ra lệnh thống chế Günther von Kluge, chỉ huy trưởng Cụm Tập đoàn quân B, không được phép rút lui mà phải tiến hành phản công quân Mỹ ở Mortain. Kết quả là bốn sư đoàn thiết giáp Đức trong tình trạng không sung sức đã không thể đánh bại Tập đoàn quân số 1 Hoa Kỳ. Thất bại của chiến dịch phản công này, Chiến dịch Lüttich, càng khiến cho quân Đức đứng trước nguy cơ bị quân Đồng minh bao vây tiêu diệt cao hơn.
Ngày 8 tháng 8, tổng chỉ huy các lực lượng lục quân Đồng Minh, tướng Bernard Montgomery, ra lệnh tập trung quân tại khu vực Falaise–Chambois để tạo thành gọng kềm bao vây Cụm Tập đoàn quân B bao gồm Tập đoàn quân số 1 Hoa Kỳ ở phía nam, Tập đoàn quân số 2 Anh ở trung tâm và Tập đoàn quân số 1 Canada ở phía bắc. Lính Đức bắt đầu triệt thoái từ ngày 17 tháng 8 và hai ngày sau, quân Đồng Minh đã gặp nhau ở Chambois. Tuy nhiên quân Đức cũng đã cố gắng chọc thủng vòng vây, đặc biệt là vào vị trí của Sư đoàn Thiết giáp số 1 Ba Lan trên Đồi 262, vị trí chỉ huy của miệng túi bao vây. Đến đêm ngày 21 tháng 8, "túi Falaise" đã chính thức đóng lại, nhốt 50.000 lính Đức ở bên trong. Nhiều lính Đức đã tháo chạy thành công nhưng phải bỏ lại vũ khí và khí tài. Hai ngày sau, quân Đồng Minh giải phóng Paris và đến ngày 30 tháng 8, tàn quân của Cụm Tập đoàn quân B rút lui qua sông Seine, chính thức chấm dứt Chiến dịch Overlord.

## Bối cảnh trận đánh

### Chiến dịch Overlord
Các mục tiêu đầu tiên của quân Đồng Minh trong cuộc đổ bộ vào Ngày-D là các hải cảng nước sâu tại Cherbourg và khu vực xung quanh thị trấn Caen. Quân Đồng Minh tấn công một cách nhanh chóng để mở rộng đầu cầu và đánh bại những nỗ lực đầu tiên của quân Đức nhằm tiêu diệt quân đổ bộ. Điều kiện thời tiết xấu tại eo biển Manche khiến cho việc tăng viện quân và hàng tiếp liệu của Đồng Minh gặp khó khăn, trong khi điều này tạo điều kiện cho quân Đức di chuyển quân và hàng tiếp liệu mà không sợ bị không quân Đồng Minh tấn công. Đến tận ngày 27 tháng 6, Cherbourg mới bị Quân đoàn VII Hoa Kỳ chiếm và lính Đức giữ được Caen đến ngày 20 tháng 7, cho đến khi khu vực phía nam thị trấn bị lính Anh và lính Canada chiếm được sau Chiến dịch Goodwood và Chiến dịch Atlantic.
Tướng Bernard Montgomery, tổng chỉ huy các lực lượng lục quân Đồng Minh, đã hoạch định một chiến lược nhằm thu hút quân Đức về phía cực đông đầu cầu đối đầu với quân Anh và Canada, trong khi Tập đoàn quân số 1 Hoa Kỳ tiến về phía tây bán đảo đảo Cotentin đến Avranches. Ngày 25 tháng 7, chỉ huy trưởng Tập đoàn quân số 1 Hoa Kỳ, Trung tướng Omar Bradley bắt đầu Chiến dịch Cobra, theo đó tập đoàn quân này sẽ đột phá phòng tuyến Đức gần St. Lô và đến ngày thứ ba, quân Mỹ đã tiến được 24 km về hướng nam so với điểm xuất phát ban đầu tại một số nơi. Ngày 30 tháng 7, Avranches bị chiếm và trong vòng 24 giờ sau, Quân đoàn VIII Hoa Kỳ thuộc Tập đoàn quân số 3 vượt qua cây cầu tại Pontaubault để đến bán đảo Brittany và tiến về hướng nam và hướng tây mà gần như không gặp bất kỳ sự kháng cự nào.

### Chiến dịch Lüttich
Hoa Kỳ tiến quân một cách nhanh chóng và đến ngày 8 tháng 8 đã chiếm được Le Mans, tổng hành dinh cũ của Tập đoàn quân số 7 Đức. Sau Chiến dịch Cobra, Chiến dịch Bluecoat và Chiến dịch Spring, quân Đức tại Normandy đã rơi vào tình trạng mà chỉ còn những "lính SS cuồng tín nhất mới tin rằng quân Đức sẽ tránh khỏi thất bại". Cùng lúc đó, trên mặt trận Xô-Đức, Hồng quân Liên Xô đã mở Chiến dịch Bagration, đồng nghĩa với việc quân Đức tại mặt trận phía Tây không còn cơ hội được tăng viện. Trong hoàn cảnh đó, Quốc trưởng Adolf Hitler lại lệnh cho Thống chế Günther von Kluge, người thay thế chức chỉ huy trưởng Cụm Tập đoàn quân B sau khi Gerd von Rundstedt bị cách chức, tiến hành ngay một cuộc phản công tại khu vực giữa Mortain và Avranches để lấy lại những gì đã mất sau Chiến dịch Cobra của Mỹ và đến được bờ biển Avranches nằm ở đáy bán đảo Cotentin nhằm cắt đứt, cô lập các đơn vị của Tập đoàn quân số 3 Hoa Kỳ đã đến được Brittany.
Tám trong số chín sư đoàn thiết giáp Đức tại Normady đã được huy động cho cuộc tấn công này nhưng chỉ có bốn sư đoàn có thể sẵn sàng để tham gia. Các chỉ huy trưởng Đức đưa ra ý kiến phản đối chiến dịch vì lực lượng của họ không đủ sức để phản công nhưng đã bị Hitler phớt lờ và chiến dịch Lüttich cuối cùng đã bắt đầu quanh khu vực Mortain từ ngày 7 tháng 8. Cuộc tấn công đầu tiên được thực hiện bởi ba sư đoàn thiết giáp: Sư đoàn Thiết giáp số 2, Sư đoàn Sư đoàn SS số 1 LeibstandarteSS Adolf Hitlervà Sư đoàn Thiết giáp số 2 Das Reich nhưng tổng lực lượng chỉ có 75 xe tăng Panzer IV, 70 xe tăng Panther và 32 pháo tự hành. Quân Đồng Minh nhờ máy giải mã Ultra đã biết được ý đồ của quân Đức nên mặc dù Chiến dịch Lüttich kéo dài đến ngày 13 tháng 8, sự nguy hiểm của chiến dịch đã hoàn toàn bị dặp tắt chỉ trong vòng 24 giờ đầu tiên. Thất bại của chiến dịch phản công này dẫn đến lực lượng mạnh nhất còn lại của quân Đức đã bị Tập đoàn quân số 1 Hoa Kỳ đánh bại tại phía cực tây Bán đảo Cotentin. Các đơn vị quân Đức tại mặt trận Normandy đứng trên bờ vực bị tiêu diệt. Tướng Bradley nói:
Đây là cơ hội trăm năm có một. Chúng ta có thể tiêu diệt toàn bộ kẻ địch và tiến thẳng từ đây cho đến biên giới Đức.

### Chiến dịch Totalize
Tập đoàn quân số 1 Canada được lệnh chiếm giữ cao điểm phía bắc Falaise để giữ chặt Cụm Tập đoàn quân B trong vòng vây, dẫn đến Chiến dịch Totalize nơi mà lính Canada có oanh tạc cơ chiến lược và các xe chở quân bọc thép Kangaroo yểm trợ tấn công quân Đức một cách bất ngờ vào ban đêm. Chiến dịch mở màn vào đêm ngày 7, rạng ngày 8 tháng 8, với lính Canada ngồi trên xe chở quân bọc thép Kangaroo được soi đường bằng đèn điện và pháo sang tấn công đối phương là Sư đoàn Thiết giáp SS số 12 Hitlerjugend, được hỗ trợ bởi Tiểu đoàn Thiết giáp Hạng nặng SS số 101 và một phần Sư đoàn Bộ binh 89, giữ một phòng tuyến dài 14 km. Lính Canada đánh chiếm cao điểm Verrières và Cintheaux vào ngày 9 tháng 8 nhưng đà tấn công bị chững lại do sự kháng cự của quân Đức và khả năng chỉ huy kém ở một số đơn vị Canada, dẫn đến thương vong lớn cho Sư đoàn Thiết giáp số 4 Canada và Sư đoàn Thiết giáp số 1 Ba Lan. Ngày 10 tháng 8, liên quân Anh-Canada đến được Đồi 195 ở phía bắc Falaise. Một ngày sau đó, chiến dịch chính thức chấm dứt.

## Diễn biến

### Chiến dịch Tractable

Bản đồ vị trí quân Đồng Minh và quân Đức quanh Falaise, Normandy từ ngày 8 đến ngày 17 tháng 8 năm 1944, mô tả cuộc tấn công của quân Canada trong Chiến dịch Totalize và Chiến dịch Tractable.

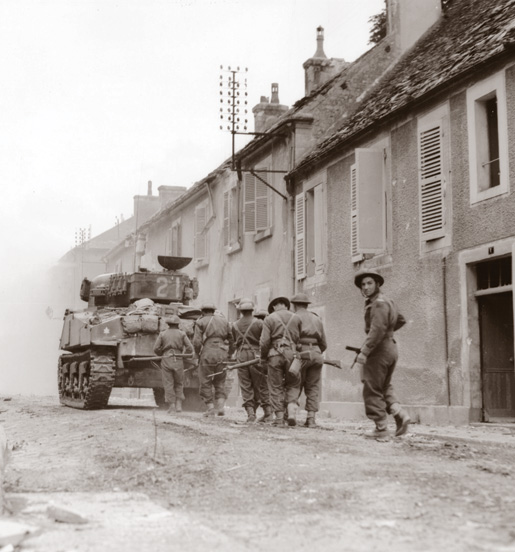
Lính Canada và xe tăng Sherman tại Falaise, ngày 17 tháng 8 năm 1944.

Tập đoàn quân số 3 Hoa Kỳ tiến quân từ hướng nam gặp được nhiều kết quả khả quan khi vào ngày 12 tháng 8 đã chiếm được Alençon và von Kluge bị buộc phải tổ chức phản công. Một ngày sau đó, Sư đoàn Thiết giáp số 5 Hoa Kỳ thuộc Quân đoàn XV đã tiến được 56 km và đến được vị trí từ đó có thể nhìn thấy được Argentan. Patton lệnh cho Sư đoàn Thiết giáp số 5 tiến xa hơn về phía bắc hướng đến Falaise nhưng vào ngày 13 tháng 8, Bradley bác bỏ lệnh này. Bradley chỉ thị cho Quân đoàn XV "tập trung cho chiến dịch ở một hướng khác". Lính Mỹ gần Argentan được lệnh rút lui, khiến cho gọng kìm mà Quân đoàn XV tạo ra không còn nữa. Patton phản đối nhưng buộc phải tuân lệnh, tạo một cơ hội cho quân Đức rút lui tại túi Falaise.
Trong khi quân Mỹ ở cánh nam ngừng lại và sau đó chuyển sang giao chiến với Tập đoàn quân Thiết giáp Eberbach trong khi quân Anh gây áp lực ở phía tây bắc, nhiệm vụ "đóng chặt túi" được giao lại cho Tập đoàn quân số 1 Canada, bao gồm Sư đoàn Thiết giáp số 1 Ba Lan. Sau một cuộc tấn công nhỏ của Sư đoàn Bộ binh số 2 Canda tại thung lũng Laize ngày 12–13 tháng 8, hầu hết thời gian sau chiến dịch Totalize được dùng để chuẩn bị chiến dịch Tractable nhằm đánh chiếm thị trấn Falaise. Chiến dịch bắt đầu từ ngày 14 tháng 8 lúc 11 giờ 42 phút và cuộc tấn công được bao phủ bởi một màn khói pháo binh mô phỏng cuộc tấn công ban đêm của Chiến dịch Totalize. Sư đoàn Thiết giáp số 4 Canada và Sư đoàn Thiết giáp số 1 Ba Lan vượt sông Laison thành công nhưng bị chững lại ở sông Dives giúp cho những chiếc xe tăng Tiger của Tiểu đoàn Thiết giáp Hạng nặng SS số 102 có thời gian để phản công.
Màn khói dày và việc Tập đoàn quân số 1 Canada sử dụng khói màu vàng để đánh dấu vị trí của họ trong khi các oanh tạc cơ chiến lược cũng định vị mục tiêu bằng màu vàng dẫn đến ném bom nhầm vào lính Canada khiến cho việc tiến quân chậm hơn dự tính. Ngày 15 tháng 8, Sư đoàn Bộ binh số 2 và số 3 và Lữ đoàn Thiết giáp số 2 Canada vẫn tiếp tục tiến quân với tốc độ chậm. Sư đoàn Thiết giáp số 4 tiêu diệt quân Đức kháng cự tại Soulangy để chiếm khu vực này và đẩy lui những cuộc phản công của quân Đức để ngăn không cho quân Đức thoát đến Trun. Một ngày sau, Sư đoàn Bộ binh số 2 Canada tiến vào Falaise chỉ gặp sự kháng cự yếu ớt của lính Waffen SS và bộ binh Đức, và đến ngày 17 tháng 8 đã chính thức chiếm được thị trấn này.
Trưa ngày 16 tháng 8, von Kluge từ chối lệnh của Hitler phải mở một cuộc phản công vào buổi chiều và Hitler đã đồng ý cho rút quân nhưng trở nên nghi ngờ von Kluge có ý định đầu hàng quân Đồng Minh. Cuối ngày 17 tháng 8, Hitler cách chức von Kluge và triệu hồi ông này về Đức; von Kluge sau đó đã tự sát hoặc có thể đã bị viên sĩ quan SS Jürgen Stroop giết chết vì cho rằng vị thống chế đã có tham gia vào âm mưu ám sát Hitler ngày 20 tháng 7. Người thay thê nhiệm vụ của Von Kluge để lại là Thống chế Walter Model. Model ngay lập tức lệnh cho Tập đoàn quân số 7 và Tập đoàn quân Thiết giáp số 5 rút lui, trong khi Quân đoàn Thiết giáp SS số 2 với tổng cộng những gì còn lại của bốn sư đoàn thiết giáp giữ mặt bắc của con đường triệt thoái chống lại quân Anh và Canada, trong khi Quân đoàn Thiết giáp XLVII gồm hai sư đoàn thiết giáp đã sứt mẻ trấn giữ mặt nam chống lại Tập đoàn quân số 3 Hoa Kỳ.

### Bao vây

Bản đồ mô tả cuộc tấn công của quân Đức vào các vị trí của liên quân Canada-Ba Lan vào ngày 20 tháng 8 năm 1944

Đến ngày 17 tháng 8 thì việc bao vây quân Đức vẫn chưa thể kết thúc. Sư đoàn Thiết giáp số 1 Ba Lan được chia thành ba nhóm chiến đấu và được lệnh mở cuộc càn quét nhanh về hướng đông nam để gặp quân Mỹ ở Chambois. Ngày 18 tháng 8, Sư đoàn Thiết giáp số 4 Canada chiếm được Trun. Đã chiếm được Champeaux vào ngày 19 tháng 8, các nhóm chiến đấu Ba Lan tập trung tại Chambois và nhờ viện binh tăng viện từ Sư đoàn Thiết giáp số 4 Canada đã bảo vệ được thị trấn và gặp được Sư đoàn Bộ binh số 90 Hoa Kỳ và Sư đoàn Thiết giáp số 2 Pháp vào đêm hôm đó. Dù vậy, quân Đồng Minh vẫn chưa đủ sức chắn ngang được đường thoát của Tập đoàn quân số 7 bằng một lực lượng lớn và quân Đức trong túi vẫn còn cố sức tấn công ra ngoài. Một đội hình hàng dọc thiết giáp của Sư đoàn Thiết giáp số 2 Đức đã vượt qua quân Cadada tai St. Lambert, chiếm nửa ngôi làng và bảo vệ con đường rút lui trong vòng sáu giờ đồng hồ cho đến khi đêm xuống. Nhiều lính Đức trốn thoát được và nhiều nhóm nhỏ đã chạy đến Dives trong đêm.
Sau khi đã chiếm được Chambois, hai nhóm chiến đấu Ba Lan tiến về phía đông bắc và tạo lập vị trí phòng thủ, đào hào tại Đồi 262 (đỉnh Mont Ormel) vào đêm ngày 19 tháng 8. Sáng hôm sau, Thống chế Model lệnh cho một phần Sư đoàn Thiết giáp SS số 2 và Sư đoàn Thiết giáp SS số 9 từ bên ngoài túi bao vây tấn công các vị trí của lính Ba Lan. Vào khoảng buổi trưa, nhiều đơn vị của Sư đoàn Thiết giáp SS số 10, Sư đoàn Thiết giáp SS số 12 và Sư đoàn Thiết giáp số 116 Đức đã vượt qua phòng tuyến Ba Lan và mở ra được một hành lang triệt thoái, trong khi Sư đoàn Thiết giáp SS số 9 làm nhiệm vụ ngăn cản quân Canada can thiệp. Đến giữa trưa, khoảng 10.000 lính Đức đã chạy thoát khỏi túi bao vây.
Quân Ba Lan trấn thủ tại Đồi 262 có khả năng pháo kích trực tiếp vào quân Đức đang rút lui, do đó chỉ huy trưởng Tập đoàn quân số 7, tướng Paul Hausser ra lệnh làm mọi cách phải tiêu diệt quân Ba Lan tại đây. Quân Đức thuộc Sư đoàn Bộ binh số 352 và một phần Sư đoàn Thiết giáp SS số 2 đã tấn công gây nhiều thương vong cho tiểu đoàn 8 và 9 của sư đoàn thiết giáp Ba Lan nhưng cuộc tấn công bị đẩy lùi. Mặc dù vậy, quân Ba Lan rơi vào tình trạng gần như không còn đạn dược và đành bất lực nhìn Quân đoàn Thiết giáp XLVII Đức chạy thoát. Giao tranh diễn ra lẻ tẻ suốt đêm và lính Ba Lan thường xuyên gọi hỏa lực pháo yểm trợ để chặn không cho quân Đức triệt thoái.
Sáng hôm sau, quân Đức tiếp tục tấn công nhưng quân Ba Lan vẫn giữ vững vị trí. Đến khoảng 11 giờ, lính SS mở cuộc tấn công cuối cùng vào vị trí của Tiểu đoàn 9 Ba Lan và sau một cuộc tấn công giáp lá cà, quân Đức bị đánh bại. Sau buổi trưa không lâu, Trung đoàn Vệ binh Canada đến Mont Ormel và đến cuối buổi chiều, phần còn lại của Sư đoàn Thiết giáp SS số 2 và số 9 Đức rút lui về Seine. Tại Mont Ormel, quân Ba Lan chịu thương vong 351 người và mất 11 xe tăng. Trong suốt thời gian trận đánh tại túi Falaise, Sư đoàn Thiết giáp số 1 Ba Lan thương vong 1.441 người, trong đó có 466 người tử trận. Về phía quân Đức, 500 lính Đức chết và 1.000 lính Đức bị bắt làm tù binh sau các cuộc tấn công bất thành lên đỉnh đồi (đa phần thuộc Sư đoàn Thiết giáp SS số 12), ngoài ra còn để lại xác xe tăng Đức đủ loại từ Tiger, Panther cho đến Panzer IV và nhiều khẩu pháo.
Đến đêm ngày 21 tháng 8, xe tăng thuộc Sư đoàn Thiết giáp số 4 Canada đã gặp lính Ba Lan tại Coudehard và Sư đoàn Bộ binh số 3 và 4 Canada đã làm chủ được St. Lambert và con đường phía bắc đến Chambois; túi Falaise cuối cùng đã được đóng lại. Khoảng 20.000–50.000 quân Đức đã triệt thoái thành công nhưng phải bỏ lại toàn bộ vũ khí hạng nặng, nhưng sẽ sớm được tái tổ chức và tái trang bị lại để làm chậm bước tiến của quân Đồng Minh vào Hà Lan và Đức.

## Kết quả

### Thương vong

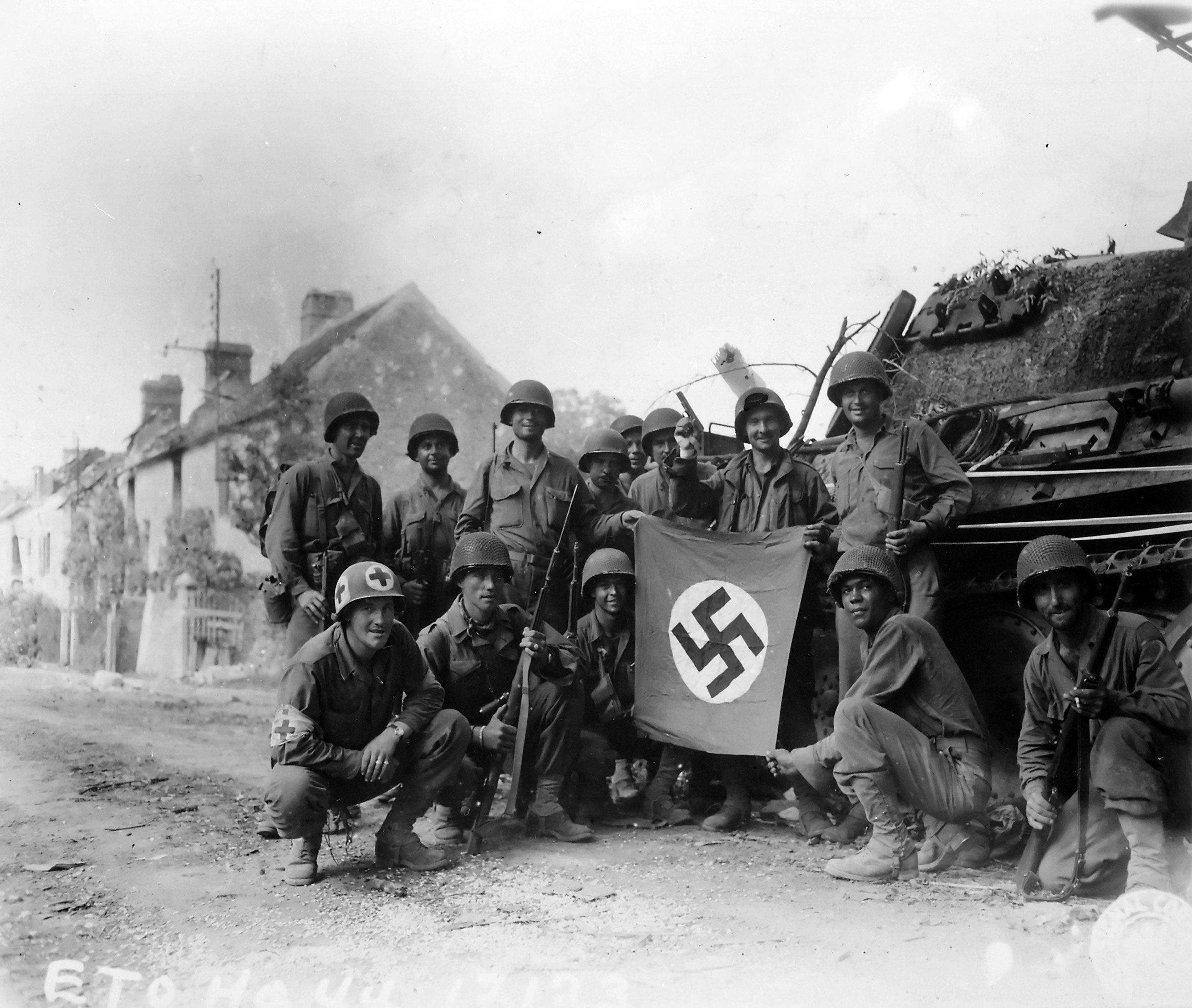
Lính Mỹ chụp hình cùng với cờ Đức Quốc xã chiếm được bên cạnh xác một chiếc xe tăng Panther ngày 20 tháng 8 năm 1944 trong trận chiến tại Túi Falaise

Đến ngày 22 tháng 8, toàn bộ quân Đức tại mặt trận phía Tây bị kẹt trong túi bao vây đều đã chết hoặc bị bắt làm tù binh. Các sử gia đưa ra các con số không thống nhất về thiệt hại của quân Đức trong túi bao vây. Đa số sử gia khẳng định có 80.000 đến 100.000 lính Đức bị bao vây trong túi trong đó có 10.000-15.000 người tử trận, 40.000–50.000 người bị bắt làm tù binh và 20.000–50.000 người chạy thoát được. Shulman, Wilmot và Ellis ước tính có từ 14-15 sư đoàn Đức bị kẹt trong túi. D'Este viết có 80.000 lính Đức bị bao vây trong đó 10.000 người tử trận, 50.000 người bị bắt làm tù binh và 20.000 người chạy thoát được. Shulman đưa ra con số 80.000 lính Đức bị bao vây, 10-15.000 người tử trận và 45.000 người bị bắt làm tù binh. Wilmot ghi nhận 100.000 lính Đức bị vây, và có 10.000 lính Đức tử trận, 50.000 bị bắt. Williams viết có tới 100.000 lính Đức chạy thoát được. Tamelander ước tính 10.000 lính Đức tử trận, 40.000 người bị bắt và 50.000 lính Đức chạy thoát được. Tại khu vực chiến sự phía bắc, quân Đức mất 344 xe tăng, pháo tự hành và các xe thiết giáp hạng nhẹ khác, cùng với 2.447 xe cơ giới không bọc thép các kiểu. Ngoài ra quân Đức còn bị phá hủy hoặc phải bỏ lại 252 khẩu pháo. Chiến sự quanh Đồi 262 làm 2.000 lính Đức tử trận, 5.000 lính bị bắt làm tù binh và quân Đức mất tổng cộng 55 xe tăng, 44 khẩu pháo và 152 các loại xe bọc thép khác. Sư đoàn Thiết giáp SS số 12 mất 94% số xe thiết giáp, phần lớn số pháo và 70% số xe cơ giới. Từ quân số 20.000 quân và 150 xe tăng trước chiến dịch Normandy, sau trận Falaise, sư đoàn còn vỏn vẹn 300 quân và 10 xe tăng. Những toán quân Đức rút chạy được về hướng đông buộc phải bỏ lại hầu hết vũ khí. Sau trận đánh, quân Đồng Minh ước tính quân Đức mất khoảng 500 xe tăng và pháo tự hành trong túi bao vây. Số vũ khí thoát được cùng với lính Đức cũng chỉ còn một số lượng nhỏ trên đường rút lui về sông Seine.
Khu vực của túi bao vây tràn ngập những gì còn lại sau trận đánh. Các ngôi làng bị phá hủy, khí tài bị bỏ lại thậm chí khiến cho nhiều con đường không thể đi qua được. Xác chết của lính và thường dân nằm rải rác khắp khu vực cùng với xác của hàng ngàn gia súc và ngựa. Trong khí trời nóng bức của tháng 8, các xác chết xuất hiện đầy giòi và ruồi tràn ngập khu vực. Từ độ cao hàng trăm mét phía trên chiến trường, các phi công vẫn còn có thể ngửi thấy mùi hôi thối. Tướng Eisenhower kể lại:
Nói chiến trường Falaise là một trong những chiến trường đẫm máu nhất là điều không có gì phải bàn cãi. Bốn tám giờ sau khi túi bao vây được đóng lại, tôi đã đi bộ quanh chiến trường và nhìn thấy những cảnh mà chắc chỉ có Dante mới mô tả được.Không có gì ngoài các xác chết và đang thối rữa trong suốt cả quãng đường hàng trăm mét.

Tuy nhiên việc dọn dẹp chiến trường chỉ được đặt làm ưu tiên thứ yếu cho đến tận tháng 11 và quân Đồng Minh đã tuyên bố đây là "khu vực không an toàn về sức khỏe". Nhiều xác chết trương phình bị bắn để bảo đảm không còn khí ga trước khi đem đốt và xe ủi đất được dùng dọn dẹp khu vực có xác động vật chết.

### Phân tích sau trận đánh
Trận chiến Túi Falaise đã chính thức chấm dứt Trận Normandy với thất bại hoàn toàn thuộc về Đức Quốc xã. Sự can thiệp của Hitler vào trận chiến với những mệnh lệnh phản công phi thực tế, quản lý qua chi li các tướng lĩnh và từ chối rút quân khi bị đe dọa tiêu diệt đã làm tổn hại quân đội Đức trên mặt trận phía Tây ngay từ những ngày đầu trận Normandy. Hơn bốn mươi sư đoàn Đức đã bị tiêu diệt trong Trận Normandy và các sử gia ước tính quân đội Đức đã mất tổng cộng 450.000 quân, trong đó thương vong là 240.000 người. Quân Đồng Minh giành được chiến thắng với 36.976 người tử trận và 19.221 người mất tích thuộc các lực lượng trên bộ còn không quân Đồng Minh có 16.714 người tử trận hoặc mất tích tính cả Chiến dịch Overlord. Paris được giải phóng vào ngày 25 tháng 8 và Chiến dịch Overlord chính thức kết thúc khi các đơn vị Đức cuối cùng rút lui qua sông Seine.
Thất vọng trước việc một bộ phận lớn của Tập đoàn quân số 7 Đức chạy thoát được, nhiều chỉ huy trưởng quân Đồng Minh, đặc biệt là phía Hoa Kỳ, đã chỉ trích tổng tư lệnh Montgomery vì đã không nhanh chóng có hành động đóng túi. Ralph Ingersoll, một nhà báo nổi tiếng thời hậu chiến, từng phục vụ trong ban tham mưu của tướng Eisenhower, đã bày tỏ quan điểm chủ đạo của các sĩ quan Mỹ vào thời điểm đó trong một bài viết không lâu sau khi chiến tranh kết thúc:
Giới tuyến quân sự đã chia vùng hoạt động của quân Anh và quân Mỹ ngay phía trên Argentan, về phía Falaise. Quân lính dưới quyền Patton nghĩ rằng mình có nhiệm vụ đóng chặt túi, đã chiếm được Argentan và vượt qua giới tuyến mà không có ý định dừng lại. Montgomery, người trên danh nghĩa vẫn là tổng chỉ huy các lực lượng dưới mặt đất, đã yêu cầu Patton phải quay lại khu vực của mình, không được vượt quá giới tuyến. … Trong vòng mười ngày, quân Đức dù đã bị đánh bại nhưng vẫn còn tổ chức tốt đã triệt thoái thành công qua khe Falaise.

và nhiều sử gia đồng ý rằng khe hở đáng lẽ đã được đóng lại sớm hơn; sử gia Wilmot viết rằng mặc dù còn một sư đoàn Anh dự phòng trong tay, Montgomery đã không chi viện cho quân Canada của Simonds và cuộc tiến quân của Canada tại Trun và Chambois là thiếu "mạnh mẽ và mạo hiểm" mặc dù tình hình đòi hỏi cần như vậy. Sử gia Hastings viết đáng lẽ sau khi chứng kiến quân đội Canada đã chiến đấu không tốt trong Chiến dịch Totalize, Montgomery phải đưa các sư đoàn kỳ cựu của Anh làm vai trò tiên phong. Các sử gia D'Este và Blumenson lại chỉ ra Montgomery và Harry Crerar (tổng chỉ huy các lực lượng Canada) đáng lý phải có các hành động thúc giục đà tiến của quân Anh và Canada hơn nữa.
Tướng Patton sau trận đánh đã nói người Mỹ đáng lẽ đã ngăn được quân Đức chạy thoát nếu như Bradley không bắt ông phải dừng lại tại Argentan, một mệnh lệnh "hết sức vô lý". Tuy nhiên sử gia Wilmot lại không cho rằng như vậy. Ông viết rằng "trái ngược với những báo cáo vào thời điểm đó, người Mỹ đã không chiếm được Argentan cho đến tận ngày 20 tháng 8, một ngày sau khi sau khi liên quân đã gặp nhau ở Chambois". Đơn vị quân đội Hoa Kỳ làm nhiệm vụ đóng khe hở giữa Argentan và Chambois là Sư đoàn Bộ binh số 90, một sư đoàn mà theo Hastings đánh giá là một trong những đơn vị Đồng Minh chiến đấu kém hiệu quả nhất tại Normandy. Ông cho rằng lý do thực sự mà Bradley buộc Patton phải dừng tiến quân không phải vì lo ngại một cuộc đụng độ có thể xảy ra với quân Anh mà là do các lực lượng mạnh của quân Đức vẫn còn hiện diện và quân Mỹ sẽ không đủ phương tiện để bảo vệ các vị trí chốt chặn mới vừa lập nên sẽ phải chịu "thất bại một cách tủi nhục và vô cớ" trước các đơn vị lính dù Đức (Fallschirmjäger) và hai sư đoàn thiết giáp SS đang trên đường triệt thoái. Sau chiến tranh, Bradley đã viết rằng:
Tôi nghi ngờ về khả năng của Patton. Mười chín sư đoàn Đức đang tháo chạy tán loạn để thoát khỏi cái bẫy giăng sẵn.Trong khi đó, với bốn sư đoàn, George (Patton) đã khóa được ba con đường triệt thoái chính đến Alencon, Sees và Argentan. Nếu Patton kéo dài tuyến chiến đấu của mình bao cả Falaise, anh ấy sẽ mở rộng tuyến đường phải khóa chặt thêm đến 40 dặm (64 km). Điều này giúp cho quân Đức không những dễ vượt qua vòng vây hơn mà sẽ còn gây ra tổn thất cho các vị trí của Patton khi quân Đức tràn qua. Tôi cần một bờ vai vững chắc tại Argentan hơn là một cái cổ có khả năng bị gãy ở Falaise.